# 一瀬桑

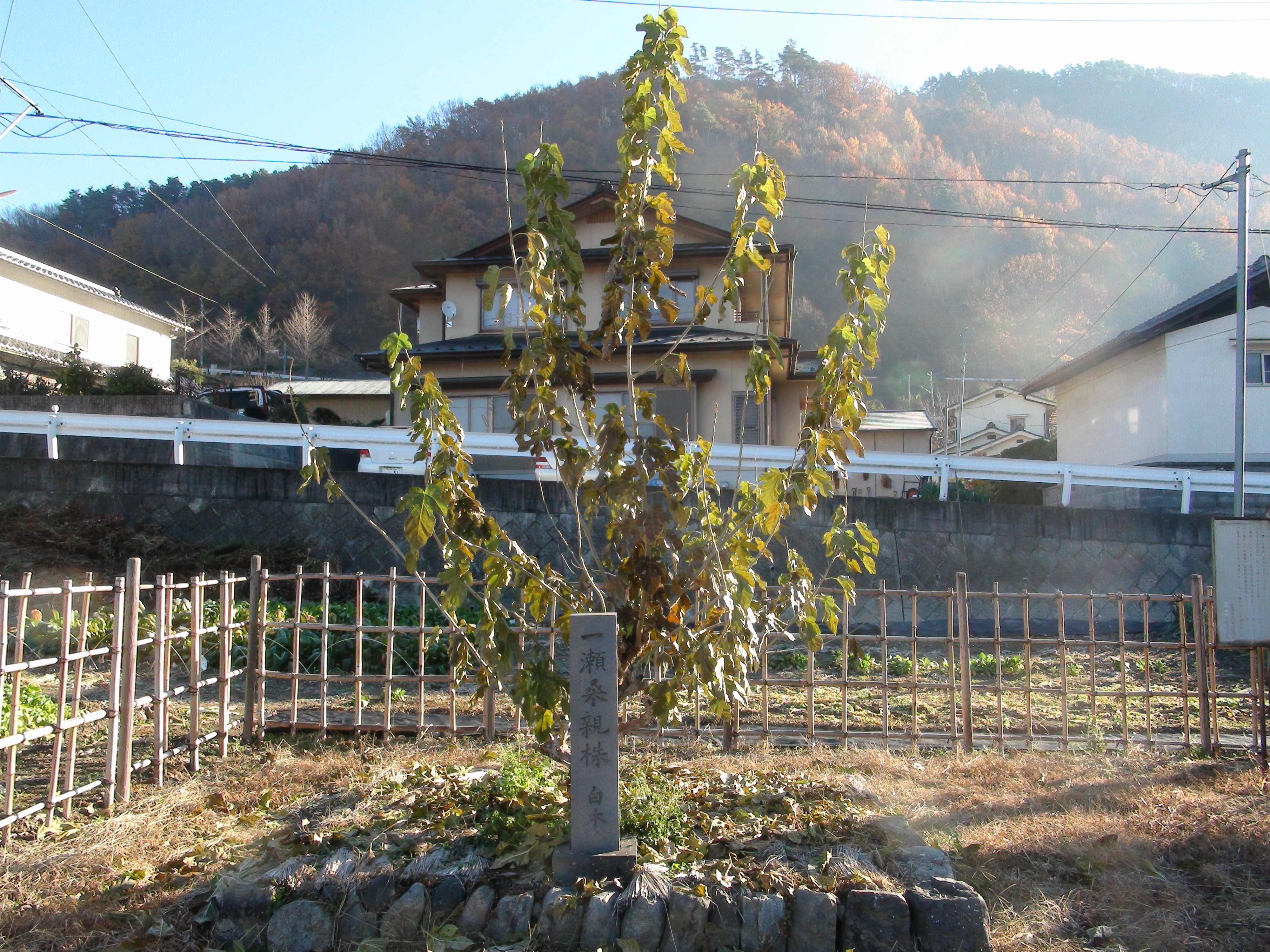
一瀬桑の青木（石碑での表記は白木）。（2011年12月撮影）

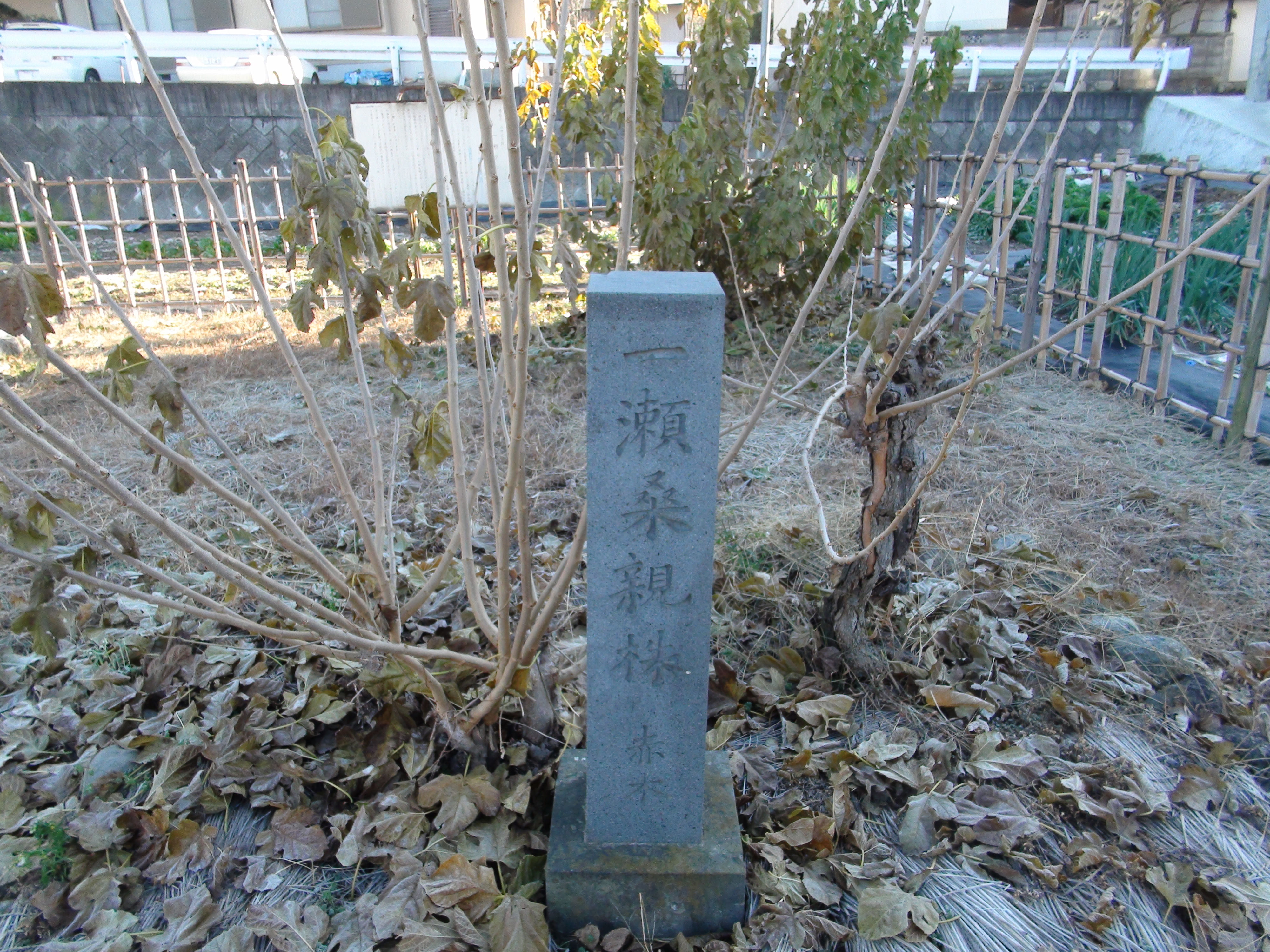
一瀬桑の赤木。（2011年12月撮影）

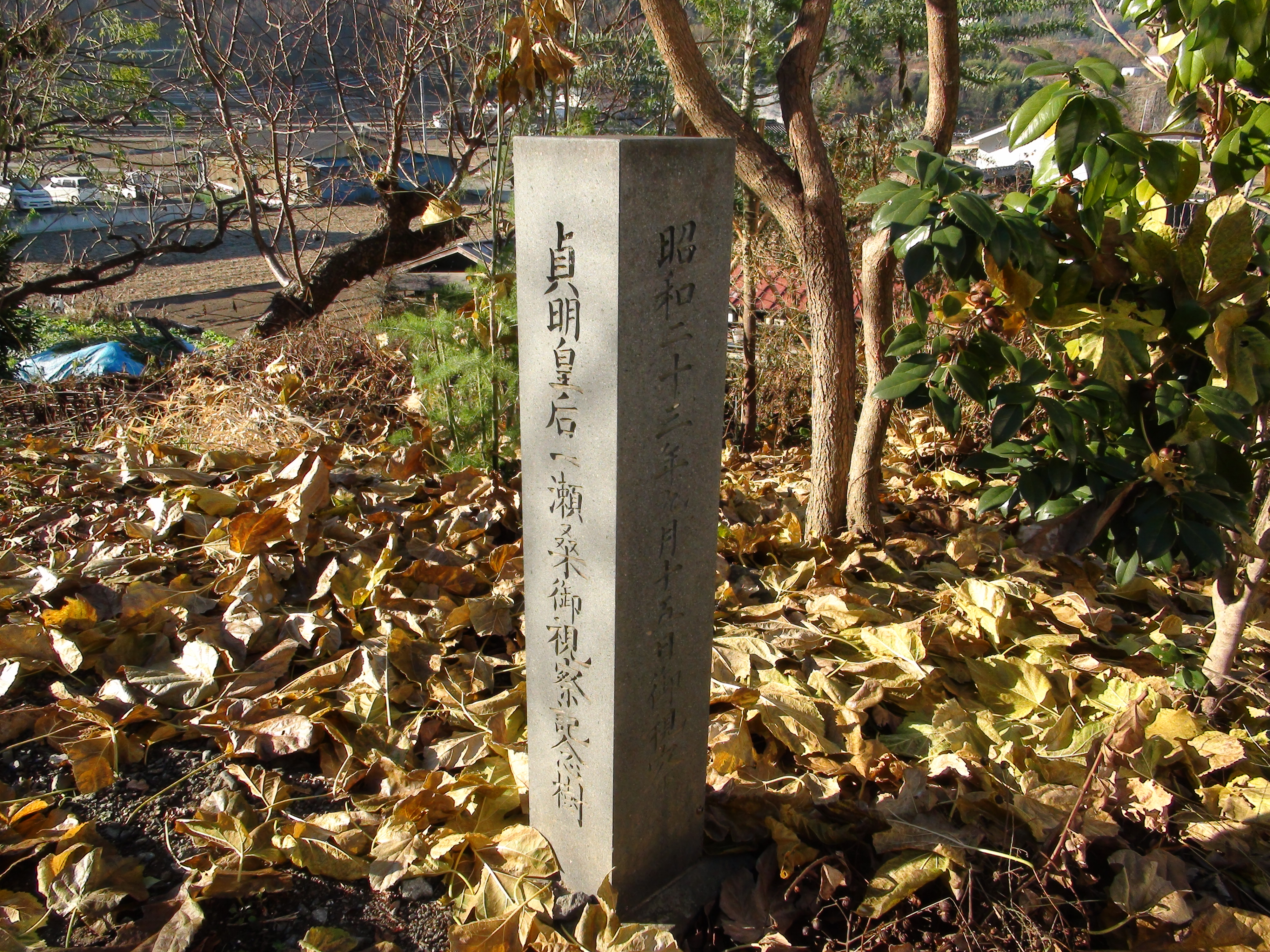
貞明皇后御視察記念碑。石碑の右後に見える木が皇后により植樹された一瀬桑。（2011年12月撮影）

一瀬桑（いちのせくわ）は、山梨県西八代郡市川三郷町にある、養蚕用クワ苗木の原木である。
農林水産省によって品種名一ノ瀬と名付けられ日本全国に普及し、大正から昭和初期にかけ日本の養蚕業発展に寄与した桑苗の親株（原苗）である。山梨県指定の天然記念物。

## 歴史
1898年（明治31年）頃、西八代郡上野村川浦（現：市川三郷町）の一瀬益吉（いちのせ ますきち）が、中巨摩郡忍村（現：中央市）の桑苗業者から購入した品種名「鼠返し」と呼ばれる桑苗の中から、通常の鼠返しとは異なる良質な苗木を3株発見した。
3株の苗木は枝の色合いから、シロキ（計2株）、アカギ（1株）と呼ばれるようになり、益吉はこれを原苗とし、代出苗を繁殖母体として自らの桑園で増やし近隣の村に配布した。
この3株の個体は葉の質、収穫量ともに従来のものとは明らかに異なり、葉には光沢があり大きく、病害虫にも強い優れたものであった。1916年（大正5年）に行われた西八代郡農会主催の「桑園品評会」に出品、さらに同年、大日本蚕糸会山梨支会主催の「第三回蚕糸品評会」において優等賞が下賜され一躍日本全国に知られるようになった。養蚕業が日本の外貨獲得のための輸出産業として盛んに行われていた頃でもあり、一瀬益吉によって見出されたこの桑は農林水産省により、一瀬の姓を冠した一ノ瀬を栽培品種名として正式に登録され、またたく間に日本全国に普及していった。
品種登録後、シロキは一瀬の青木、アカギは一瀬の赤木と呼び変えられるようになった。
一瀬益吉は生涯を桑園の改良、製糸工場設立など養蚕振興に尽くし、1921年（大正10年）5月28日に55歳で死去した。
また、益吉の功績を称える『一瀬桑由来碑』が1941年（昭和16年）に甲府の舞鶴城公園に建立され、1948年（昭和23年）9月14日には「山梨県に於ける蚕糸・絹業関係御視察」の一環として貞明皇后が訪れ、皇后により一瀬桑の記念植樹が行われた。1976年（昭和51年）2月23日に、一瀬クワの指定名称で山梨県の天然記念物に指定されている。

## 概要
甲府盆地の南西部、JR身延線芦川駅の南東方約1キロの川浦地区に所在する。ここは一瀬益吉が所有していた桑園の一部であり、一瀬桑の親株は竹柵に囲まれ保護されている。
青木
南側の株、根回り約66センチ、樹高約3.5メートル
北側の株、幹囲約88センチ、樹高約4メートル
赤木
根回り約98センチ、樹高約4メートル
所在地
山梨県西八代郡市川三郷町上野33番地